# Nanqiao
För andra betydelser, se Nanqiao (olika betydelser).
Nanqiao är ett stadsdistrikt i Chuzhou i provinsen Anhui i östra Kina.
Distriktet är indelat i två stadsdelsdistrikt, åtta köpingar och en administrativ enhet på sockennivå.
Stadsdelsdistrikt (jiedao):

- Dawang (大王街道)
- Longpan (龙蟠街道)

Köpingar (zhen):

- Daliu (大柳镇)
- Huangnigang (黄泥岗镇)
- Shahe (沙河镇)
- Shiji (施集镇)
- Wuyi (乌衣镇)
- Yaopu (腰铺镇)
- Zhangguang (章广镇)
- Zhulong (珠龙镇)

Områden på sockennivå:
- Nanqiao Gongye Yuanqu industripark (南谯工业园区)